# Кокоа сеарський
Коко́а сеарський (Xiphorhynchus atlanticus) — вид горобцеподібних птахів родини горнерових (Furnariidae). Ендемік Бразилії. Раніше вважався підвидом малого кокоа, однак був визнаний окремим видом через різницю в морфології, вокалізації і генетиці.

## Поширення і екологія
Сеарські кокоа мешкають на сході Бразилії, від Сеари і Параїби через Пернамбуку до річки Сан-Франсиску в штаті Алагоас. Вони живуть у вологих рівнинних і гірських тропічних лісах. Зустрічаються на висоті до 700 м над рівнем моря.

## Збереження
МСОП класифікує цей вид як вразливий. За оцінками дослідників, популяція сеарських кокоа становить від 8 до 17 тисяч птахів. Їм загрожує знищення природного середовища.